# Parafia Najświętszego Serca Pana Jezusa w Zapałowie
Parafia Najświętszego Serca Pana Jezusa w Zapałowie – parafia rzymskokatolicka znajdująca się w archidiecezji przemyskiej, w dekanacie Jarosław III. 

## Historia
Zapałów najpierw należał do parafii Jarosław-Kolegiata, a następnie parafii Radawa. Z powodu dalekiej odległości wierni mieli utrudniony dostęp do kościoła, dlatego ks. dziekan Ludwik Bikowski z Laszek i ks. Józef Wojnar z Radawy podjęli decyzję o budowie kaplicy w Zapałowie. Na synodzie diecezjalnym w Przemyślu rozważano propozycję budowy kaplicy, a książę Władysław Sapieha zdecydował się na fundowanie kosztów budowy. W latach 1909–1910 zbudowano murowany kościół, który w 1911 roku został poświęcony pw. Najświętszego Serca Pana Jezusa. 
W 1911 roku Schematyzmie Diecezji Przemyskiej z 1911 roku podano wzmiankę: In Zapałów adest nova Capella cultui divino adaptata, a z 1912 roku: In Zapałów adest Capella cultui divino adaptata in qua semel in mense Missae sacrif peragitur. W 1915 roku podczas frontu wojennego kościół został uszkodzony. 
W 1917 roku została utworzona ekspozytura w Zapałowie, której ekspozytem został ks. Józef Czerkies. W 1918 roku kościół odbudowano i powiększono w stylu neogotyckim, według projektu arch. Röbbenbauera. W 1927 roku dekretem bpa Anatola Nowaka została erygowana samodzielna parafia, która objęła: Zapałów, Wólkę Zapałowską, Ryszkową Wolę i Surmaczówkę. W 1978 roku do kościoła dobudowano kaplicę. W latach 1989–1990 artysta S. Makara wykonał polichromię.
Z powodu upływu czasu kościół wymagał remontu. Gdy w 2012 roku rozpoczęto remont, okazało się, że popękane mury groziły zawaleniem, dlatego większość murów rozebrano, a pozostawiono tylko ścianę frontową, którą wkomponowano w nowo budowany kościół. 7 grudnia 2014 roku,  Abp Józef Michalik poświęcił nowy kościół. 3 marca 2019 roku odbyła się konsekracja kościoła, której dokonał abp Adam Szal.
Na terenie parafii jest 1 642 wiernych (w tym: Zapałów – 1 339, Surmaczówka – 180, Wólka Zapałowska – 87, Podchodaje – 53).
Proboszczowie parafii:
1917–1959. ks. Józef Czerkies (w latach 1917–1927 ekspozyt).
1959–2001. ks. Józef Makara.
2001–2019. ks. kan. Władysław Pieniążek.
2019– nadal ks. Stanisław Wojdyła.

## Kościół filialny
W latach 1985–1987 w Surmaczówce zbudowano drewniany kościół filialny, według projektu ks. Józefa Muchy i arch. J. Noska. W 1987 roku bp Stefan Moskwa poświęcił kościół pw. św. Józefa Rzemieślnika.